# Karolówka (Opole)
Pour les articles homonymes, voir Karolówka.
Karolówka est une localité polonaise de la gmina et du powiat de Namysłów en voïvodie d'Opole.